# Lo Còr de la Plana
Lo Còr de la Plana était un groupe marseillais de polyphonies masculines qui chantait en occitan. Fondé en 2000 à l'initiative de Manu Théron et disparu fin 2022, Il était issu du quartier de la Plaine à Marseille.

## Composition
- Manu Théron
- Denis Sampieri
- Benjamin Novarino-Giana
- Sébastien Spessa
- Rodin Kaufmann

## Influences musicales
Une des particularités du Còr de la Plana est d'être composé de membres d'autres groupes de musique. Manu Théron vient de Gacha Empega, Benjamin Novarino-Giana vient de Nux Vomica, Denis Sampieri vient de Raspigaous et Sébastien Spessa du groupe Na Zdarovie. Les textes du premier album es lo titre (2003, Nord-Sud) sont issus de répertoires traditionnels occitans de différentes régions du sud de la France, Languedoc et Provence essentiellement. Le chœur puise également dans les musiques méditerranéennes en intégrant des instruments comme le bendir (tambour sur cadre avec timbre d'origine Nord-Arficaine) et le tamburello d'Italie méridionale. Les textes du deuxième album Tant Deman (2007, Buda Musique) sont majoritairement des créations. On note cependant l'adaptation d'un poème de Victor Gelu, Feniant e gromand. Quant à ceux du troisième album, Marcha (2012, Buda Musique) ils sont soit empruntés aux trobaires marselhés (auteurs et poètes marseillais de la fin du XIXe siècle et du début du XXe qui privilégiaient dans leurs écrits les thématiques sociales), soit écrits par Manu Théron.

## La polyphonie occitane
À l'origine de la fondation du groupe, notons la volonté de creuser un sillon ouvert par Gacha Empega en 1995, dont le but revendiqué était de se ré-approprier l'usage de l'occitan par l'adaptation de chants traditionnels ré-arrangés selon les canons de polyphonies populaires de Méditerranée (des Balkans, de Corse, Sardaigne et d'Italie méridionale principalement). L'ajout de percussions corporelles et de tambours sur cadres (bendir, pandeiro et tamburello) à ces arrangements vocaux entend lier cette expérience nouvelle en Occitanie à une pratique beaucoup plus ancienne (en usage dans l'ensemble de l'espace méditerranéen) qui consiste à mêler voix et percussions dans les fêtes populaires religieuses ou profanes, et lors de nombreuses autres occasions musicales. Si une polyphonie traditionnelle populaire existait bel et bien auparavant en terres d'Òc (notamment en Béarn, en Bigorre et dans les Alpes méridionales), Lo Còr de la Plana a consacré une expérience originale d'implantation d'un usage musical qui a essaimé depuis sur tout le territoire occitan. Invité sur des scènes du monde entier, Lo Còr de la Plana continue d'œuvrer aujourd'hui pour la diffusion et la reconnaissance internationale de la culture occitane.

## Récompenses
En 2003, le disque Es lo titre est récompensé du Grand Prix de l'Académie Charles-Cros, en catégorie musique du monde.
En 2005, le spectacle chant à danser est récompensé par le prix S.A.C.E.M. des musiques du monde.

## Discographie
- Es lo titre, 2003
- Tant deman, 2007
- Marcha !, (Buda Musique) 2012[2]